# Rasipuram
Rasipuram là một thị xã panchayat của quận Namakkal thuộc bang Tamil Nadu, Ấn Độ.

## Địa lý
Rasipuram có vị trí 11°28′B 78°10′Đ / 11,47°B 78,17°Đ Nó có độ cao trung bình là 246 mét (807 feet).

## Nhân khẩu
Theo điều tra dân số năm 2001 của Ấn Độ, Rasipuram có dân số 46.370 người. Phái nam chiếm 51% tổng số dân và phái nữ chiếm 49%. Rasipuram có tỷ lệ 73% biết đọc biết viết, cao hơn tỷ lệ trung bình toàn quốc là 59,5%: tỷ lệ cho phái nam là 79%, và tỷ lệ cho phái nữ là 66%. Tại Rasipuram, 10% dân số nhỏ hơn 6 tuổi.